# All Hell Breaks Loose
All Hell Breaks Loose – szósty album studyjny niemieckiej grupy muzycznej Destruction. Nagrania ukazały się 25 kwietnia 2000 roku nakładem wytwórni muzycznej Nuclear Blast. Płyta została nagrana w składzie: Marcel "Schmier" Schirmer (śpiew, gitara basowa), Mike Sifringer (gitara) oraz Sven Vormann (perkusja). Wydawnictwo dotarło do 67. miejsca listy Media Control Charts w Niemczech.

## Lista utworów
Opracowano na podstawie materiału źródłowego.
1. "Intro" – 0:43
2. "The Final Curtain" – 4:26
3. "Machinery of Lies" – 3:42
4. "Tears of Blood" – 4:03
5. "Devastation of Your Soul" – 4:10
6. "The Butcher Strikes Back" – 3:08
7. "World Domination of Pain" – 4:05
8. "X-Treme Measures" – 4:54
9. "All Hell Breaks Loose" – 5:40
10. "Total Desaster 2000" – 3:07
11. "Visual Prostitution" – 3:51
12. "Kingdom of Damnation" – 3:37